# エボ★レボリューション
『エボ★レボリューション』は、mihimaru GTの26枚目のシングル。2011年8月3日にユニバーサルミュージックJから発売された。

## 解説
- 2011年第2弾シングルであり、2011年9月7日発売のアルバム『mihimalight』の先行シングル。
- 初回生産盤にはPVなどが収録されたDVDが付属。
- メンバー2人のソロ作品のPV等を収録した映像作品『mihimaCLIP Special Edition 〜HIROKO&miCKun Solo Library〜』と同時発売[1]。

## 収録曲
1. エボ★レボリューション [3:58]
  - 作詞：hiroko、mitsuyuki miyake / 作曲：HIKARI、mitsuyuki miyake / 編曲：守尾崇

テレビ東京系列ドラマ24『勇者ヨシヒコと魔王の城』主題歌。
曲のジャンルはグループ初となるファンクである[1]。
2. 愛のヒカリ [5:06]
  - 作詞：hiroko / 作曲・編曲：h-wonder

hirokoのみの楽曲はカバー曲を除けば2ndアルバム『mihimalife』収録の「voice」以来。
3. エボ★レボリューション (Instrumental) [3:58]
4. 愛のヒカリ (Instrumental) [5:02]

### DVD（初回限定盤のみ）
1. エボ★レボリューション Music Clip
2. エボ★レボリューション making

## 楽曲の収録アルバム
エボ★レボリューション
- mihimalight
- THE BEST of mihimaru GT 2
- 10th Anniversary BEST 2003-2013
- THE SINGLE of mihimaru GT

愛のヒカリ
- mihimania III〜コレクション アルバム〜
- 10th Anniversary BEST 2003-2013
- mihimania collection